# Henk Grol
Hindrik Harmannus Arnoldus Grol, detto Henk (Veendam, 14 aprile 1985), è un judoka olandese, vincitore della medaglia di bronzo nella categoria fino a 100 kg alle Olimpiadi del 2008 e del 2012.

## Palmarès
- Giochi olimpici estivi

2008 - Pechino: bronzo nei 100 kg.
2012 - Londra: bronzo nei 100 kg.
- Campionati mondiali di judo

2010 - Tokyo: argento nei 100 kg.
2013 - Rio de Janeiro: argento nei 100 kg.
- Campionati europei di judo

2008 - Lisbona: oro nei 100 kg.
2009 - Tbilisi: argento nei 100 kg.
2013 - Budapest: argento nei 100 kg.